# Le Fossat
Le Fossat là một xã trong vùng Occitanie, thuộc tỉnh Ariège, quận Pamiers, tổng Le Fossat. Tọa độ địa lý của xã là 43° 10' vĩ độ bắc, 01° 24' kinh độ đông. Le Fossat nằm trên độ cao trung bình là 243 mét trên mực nước biển, có điểm thấp nhất là 231 mét và điểm cao nhất là 353 mét. Xã có diện tích 14,41 km², dân số vào thời điểm 1999 là 783 người; mật độ dân số là 54 người/km².

## Thông tin nhân khẩu
| 1962 | 1968 | 1975 | 1982 | 1990 | 1999 |
| ---- | ---- | ---- | ---- | ---- | ---- |
| 644  | 656  | 687  | 658  | 754  | 783  |